# Анголо Терме
Анго̀ло Тѐрме (на италиански: Angolo Terme, на източноломбардски: Angòl, Ангол, до 1963 г. само Angolo, Анголо) е село и община в Северна Италия, провинция Бреша, регион Ломбардия. Разположено е на 426 m надморска височина. Населението на общината е 2484 души (към 2013 г.).